# Rondibilis japonica
Rondibilis japonica es una especie de escarabajo longicornio del género Rondibilis, tribu Acanthocinini, subfamilia Lamiinae. Fue descrita científicamente por Hayashi en 1968.

## Descripción
Mide 6,7-7 milímetros de longitud.

## Distribución
Se distribuye por Japón.